# Liste der Bodendenkmale in Bobritzsch-Hilbersdorf
In der Liste der Bodendenkmale in Bobritzsch-Hilbersdorf sind die Bodendenkmale der Gemeinde Bobritzsch-Hilbersdorf und ihrer Ortsteile nach dem Stand der Auflistung von Volkmar Geupel aus dem Jahr 1983 aufgelistet. Eventuelle Änderungen und Ergänzungen, insbesondere aus der Zeit nach der Wende, sind nicht berücksichtigt, da für Sachsen aktuell keine neueren allgemein zugänglichen Bodendenkmallisten vorliegen. Die Baudenkmale sind in der Liste der Kulturdenkmale in Bobritzsch-Hilbersdorf aufgeführt.
| Denkmal-ID | Fundart            | Ortsteil       | Bezeichnung                                    | Zeitstellung | Lage                                             | Bemerkungen | Bild |
| ---------- | ------------------ | -------------- | ---------------------------------------------- | ------------ | ------------------------------------------------ | --- | ---- |
| ?          | Befestigung > Burg | Oberbobritzsch | Wasserburg „Vorwerksring“, „Vorwerk bei Sohra“ | Mittelalter  | östlich des Orts in der Quellmulde des Sohrbachs | Niederungsburg mit ovalem Bühl und umlaufendem Graben, Außenwall im Westen und Osten, Schutz seit 28. Juni 1968 |      |